# Coppa Italia 2013/2014
Pohárový ročník Coppa Italia 2013/2014 byl 67. ročník italského poháru. Soutěž začala 3. srpna 2013 a skončila 3. května 2014. Zúčastnilo se jí 78 klubů ze soutěží Serie A, Serie B, Serie C a 9 klubů z amatérské ligy Serie D.
Obhájce z minulého ročníku byl klub SS Lazio.

## Zúčastněné kluby v tomto ročníku
|  | Kluby ze Serie A |
|  | Kluby ze Serie B |
|  | Kluby z Lega Pro |
|  | Kluby ze Serie D |

| Hrají od osmifinále Kluby ze Serie A | Hrají od 3. kola Kluby ze Serie A | Hrají od 2. kola Kluby ze Serie B a z Lega Pro | Hrají od 1. kola Kluby ze Serie B, z Lega Pro a ze Serie D |
| ------------------------------------ | --------------------------------- | ---------------------------------------------- | ---------------------------------------------------------- |
| AC Milán                             | Atalanta BC                       | Crotone FC                                     | FBC Unione Benátky                                         |
| Udinese Calcio                       | Bologna FC 1909                   | US Avellino 1912                               | Savona FBC                                                 |
| ACF Fiorentina                       | Cagliari Calcio                   | Modena FC                                      | US Lecce                                                   |
| Calcio Catania                       | AC ChievoVerona                   | AS Cittadella                                  | Feralpisalò                                                |
| AS Řím                               | FC Inter Milán                    | Delfino Pescara 1936                           | Benevento Calcio                                           |
| Juventus FC                          | Janov CFC                         | Ternana Calcio                                 | UC AlbinoLeffe                                             |
| SS Lazio                             | AS Livorno Calcio                 | SS Virtus Lanciano 1924                        | Vicenza Calcio                                             |
| SSC Neapol                           | Parma FC                          | AS Bari                                        | US Cremonese                                               |
|                                      | US Sassuolo Calcio                | Brescia Calcio                                 | AC Pisa 1909                                               |
|                                      | UC Sampdoria                      | Carpi FC 1909                                  | Ascoli Calcio 1898                                         |
|                                      | Turín FC                          | Trapani Calcio                                 | Frosinone Calcio                                           |
|                                      | Hellas Verona FC                  | Empoli FC                                      | US Salernitana 1919                                        |
|                                      |                                   | AS Varese 1910                                 | FC Südtirol                                                |
|                                      |                                   | Società Sportiva Juve Stabia                   | AS Gubbio 1910                                             |
|                                      |                                   | US Latina Calcio                               | US Città di Pontedera                                      |
|                                      |                                   | Spezia Calcio                                  | AC Monza Brianza 1912                                      |
|                                      |                                   | Novara Calcio                                  | L'Aquila Calcio 1927                                       |
|                                      |                                   | Calcio Padova                                  | US Grosseto FC                                             |
|                                      |                                   | US Città di Palermo                            | AC Lumezzane                                               |
|                                      |                                   | Reggina Calcio                                 | AS Giovanile Nocerina                                      |
|                                      |                                   | AC Siena                                       | Paganese Calcio 1926                                       |
|                                      |                                   | AC Cesena                                      | AC Perugia Calcio                                          |
|                                      |                                   |                                                | FC Pro Vercelli 1892                                       |
|                                      |                                   |                                                | SS Teramo Calcio                                           |
|                                      |                                   |                                                | Aurora Pro Patria 1919                                     |
|                                      |                                   |                                                | FC Esperia Viareggio                                       |
|                                      |                                   |                                                | Virtus Entella                                             |
|                                      |                                   |                                                | ASD Gualdo Casacastalda                                    |
|                                      |                                   |                                                | SSD Massese                                                |
|                                      |                                   |                                                | SS Matera Calcio                                           |
|                                      |                                   |                                                | AC Ponte San Pietro-Isola                                  |
|                                      |                                   |                                                | Pordenone Calcio SSD                                       |
|                                      |                                   |                                                | Santhià                                                    |
|                                      |                                   |                                                | AC Savoia 1908                                             |
|                                      |                                   |                                                | ASD Termoli Calcio 1920                                    |
|                                      |                                   |                                                | FC Turris Neapolis 1944                                    |

## Zápasy

### 1. kolo
Zápasy byly na programu 3.–6. srpna 2013.
Poznámky
|  | Postup do dalšího kola |

| Domácí                    | Výsledek      | Hosté                   |
| ------------------------- | ------------- | ----------------------- |
| AS Giovanile Nocerina     | 0:2           | Pordenone Calcio SSD    |
| Paganese Calcio 1926      | 0:0 (3:4 pen) | Aurora Pro Patria 1919  |
| AC Perugia Calcio         | 0:1 (prodl)   | Savona FBC              |
| UC AlbinoLeffe            | 4:1           | FC Turris Neapolis 1944 |
| Virtus Entella            | 5:2           | ASD Gualdo Casacastalda |
| FC Südtirol               | 2:0           | SS Matera Calcio        |
| US Salernitana 1919       | 0:3           | SS Teramo Calcio        |
| AC Pisa 1909              | 1:0           | ASD Termoli Calcio 1920 |
| Benevento Calcio          | 4:0           | US Città di Pontedera   |
| US Cremonese              | 3:0           | FC Esperia Viareggio    |
| Frosinone Calcio          | 1:0           | L'Aquila Calcio 1927    |
| FC Pro Vercelli 1892      | 0:1           | AC Monza Brianza 1912   |
| AC Ponte San Pietro-Isola | 2:0           | Ascoli Calcio 1898      |
| US Lecce                  | 3:0           | Santhià                 |
| AS Gubbio 1910            | 3:0           | AC Savoia 1908          |
| Vicenza Calcio            | 3:1           | Feralpisalò             |
| AC Lumezzane              | 3:0           | SSD Massese             |
| US Grosseto FC            | 2:2 (6:5 pen) | FBC Unione Benátky      |

### 2. kolo
Zápasy byly na programu 10.–11. srpna 2013.
| Domácí                       | Výsledek      | Hosté                     |
| ---------------------------- | ------------- | ------------------------- |
| Delfino Pescara 1936         | 1:0           | Pordenone Calcio SSD      |
| Spezia Calcio                | 4:2 (prodl)   | Aurora Pro Patria 1919    |
| AS Cittadella                | 1:0           | Savona FBC                |
| Trapani Calcio               | 3:0           | UC AlbinoLeffe            |
| Calcio Padova                | 2:1           | Virtus Entella            |
| Empoli FC                    | 5:1           | FC Südtirol               |
| Reggina Calcio               | 1:0           | Capri FC 1909             |
| FC Crotone                   | 2:0           | US Latina Calcio          |
| Brescia Calcio               | 3:1           | SS Teramo Calcio          |
| AC Siena                     | 4:1           | AC Pisa 1909              |
| SS Virtus Lanciano 1924      | 0:2           | Benevento Calcio          |
| US Città di Palermo          | 2:1           | US Cremonese              |
| Modena FC                    | 0:1           | Frosinone Calcio          |
| US Avellino 1912             | 1:0           | AC Monza Brianza 1912     |
| AC Cesena                    | 4:1           | AC Ponte San Pietro-Isola |
| Ternana Calcio               | 2:4 (prodl)   | US Lecce                  |
| Società Sportiva Juve Stabia | 3:0           | AS Gubbio 1910            |
| AS Varese 1910               | 1:0           | Vicenza Calcio            |
| AS Bari                      | 1:1 (4:3 pen) | AC Lumezzane              |
| Novara Calcio                | 3:0           | US Grosseto FC            |

### 3. kolo
Zápasy byly na programu 17.–18. srpna 2013.
| Domácí                       | Výsledek      | Hosté                |
| ---------------------------- | ------------- | -------------------- |
| Turín FC                     | 1:2           | Delfino Pescara 1936 |
| Spezia Calcio                | 2:2 (3:2 pen) | Janov CFC            |
| FC Inter Milán               | 4:0           | AS Cittadella        |
| Trapani Calcio               | 1:0           | Calcio Padova        |
| AC ChievoVerona              | 2:0           | Empoli FC            |
| Reggina Calcio               | 1:0           | FC Crotone           |
| Bologna FC 1909              | 1:0           | Brescia Calcio       |
| AS Livorno Calcio            | 0:1           | AC Siena             |
| UC Sampdoria                 | 2:0           | Benevento Calcio     |
| US Città di Palermo          | 0:1           | Hellas Verona FC     |
| Cagliari Calcio              | 1:2 (prodl)   | Frosinone Calcio     |
| US Avellino 1912             | 1:0           | AC Cesena            |
| Parma FC                     | 4:0           | US Lecce             |
| Società Sportiva Juve Stabia | 1:1 (3:4 pen) | AS Varese 1910       |
| Atalanta BC                  | 3:0           | AS Bari              |
| Novara Calcio                | 1:3 (prodl)   | US Sassuolo Calcio   |

### 4. kolo
Zápasy byly na programu 3.–5. prosince 2013.
| Domácí           | Výsledek    | Hosté                |
| ---------------- | ----------- | -------------------- |
| Spezia Calcio    | 3:0         | Delfino Pescara 1936 |
| FC Inter Milán   | 3:2         | Trapani Calcio       |
| AC ChievoVerona  | 4:1         | Reggina Calcio       |
| Bologna FC 1909  | 1:2 (prodl) | AC Siena             |
| UC Sampdoria     | 4:1         | Hellas Verona FC     |
| US Avellino 1912 | 2:1         | Frosinone Calcio     |
| Parma FC         | 4:1         | AS Varese 1910       |
| Atalanta BC      | 2:0         | US Sassuolo Calcio   |

### Osmifinále
Zápasy byly na programu 18. prosince 2013 – 15. ledna 2014.
| Domácí         | Výsledek | Hosté            |
| -------------- | -------- | ---------------- |
| AC Milán       | 3:1      | Spezia Calcio    |
| Udinese Calcio | 1:0      | FC Inter Milán   |
| ACF Fiorentina | 2:0      | AC ChievoVerona  |
| Calcio Catania | 1:4      | AC Siena         |
| AS Řím         | 1:0      | UC Sampdoria     |
| Juventus FC    | 3:0      | US Avellino 1912 |
| SS Lazio       | 2:1      | Parma FC         |
| SSC Neapol     | 3:1      | Atalanta BC      |

### čtvrtfinále
Zápasy byly na programu 21.–29. ledna 2014.
| Domácí         | Výsledek | Hosté          |
| -------------- | -------- | -------------- |
| AC Milán       | 1:2      | Udinese Calcio |
| ACF Fiorentina | 2:1      | AC Siena       |
| AS Řím         | 1:0      | Juventus FC    |
| SSC Neapol     | 1:0      | SS Lazio       |

### semifinále
Zápasy č. 1 byly na programu 4.–5. února 2014, zápasy č. 2 byly na programu 11.–12. února 2014.
| Domácí         | Výsledek č. 1 | Výsledek č. 2 | Hosté          |
| -------------- | ------------- | ------------- | -------------- |
| Udinese Calcio | 2:1           | 0:2           | ACF Fiorentina |
| AS Řím         | 3:2           | 0:3           | SSC Neapol     |

### Finále
| 3. 5. 2014 21:45 CEST  |       |                                               |                                                                      |
| ACF Fiorentina         | 1 : 3 | SSC Neapol                                    | Stadio Olimpico, Řím, Itálie diváci: 65 000 rozhodčí: Daniele Orsato |
| Juan Manuel Vargas 28' |       | Lorenzo Insigne 11' a 17' Dries Mertens 90+2' | Stadio Olimpico, Řím, Itálie diváci: 65 000 rozhodčí: Daniele Orsato |

## Vítěz
| Coppa Italia 2013/14 SSC Neapol (5. titul) |